# Aszkar Akajev
Aszkar Akajevics Akajev (kirgizül: Аскар Акаев, angol nyelvterületen: Askar Akayev) (Kyzyl-Bayrak, 1944. november 10. –) kirgiz politikus, matematikus, közgazdász, Kirgizisztán elnöke volt 1991 és 2005 között.

## Politikai pályafutása
1989-ben a Kirgiz SZSZK főtitkára lett. 1991-ben a független Kirgiz Köztársaság első államfője volt. A következő évben Akajev és országa belépett az ENSZ-be. Az első, 2005-ös kirgizisztáni forradalom eredményeként lemondott és Oroszországba menekült.

## Fordítás
- Ez a szócikk részben vagy egészben  az   Askar Akayev című angol Wikipédia-szócikk ezen változatának fordításán alapul.  Az eredeti cikk szerkesztőit annak laptörténete sorolja fel. Ez a jelzés csupán a megfogalmazás eredetét és a szerzői jogokat jelzi, nem szolgál a cikkben szereplő információk forrásmegjelöléseként.